# Liste der Monuments historiques in La Chapelle-devant-Bruyères
Die Liste der Monuments historiques in La Chapelle-devant-Bruyères führt die Monuments historiques in der französischen Gemeinde La Chapelle-devant-Bruyères auf.

## Liste der Immobilien
| Bezeichnung       | Beschreibung                            | Standort                                | Kennzeichnung | Schutzstatus | Datum | Bild           |
| ----------------- | --------------------------------------- | --------------------------------------- | ------------- | ------------ | ----- | -------------- |
| Kirche St-Jacques | Chor und Turm, 11. oder 12. Jahrhundert | Saint-Jacques, rue sous l’Église (Lage) | PA00107103    | Inscrit      | 1984  | weitere Bilder |

## Liste der Objekte
| Bezeichnung       | Beschreibung               | Standort                        | Kennzeichnung | Schutzstatus | Datum | Bild |
| ----------------- | -------------------------- | ------------------------------- | ------------- | ------------ | ----- | ---- |
| Romanischer Altar | Sandstein, 13. Jahrhundert | in der Kirche St-Jacques (Lage) | PM88001176    | Classé       | 2008  |      |